# Antonio de Figueroa y Silva

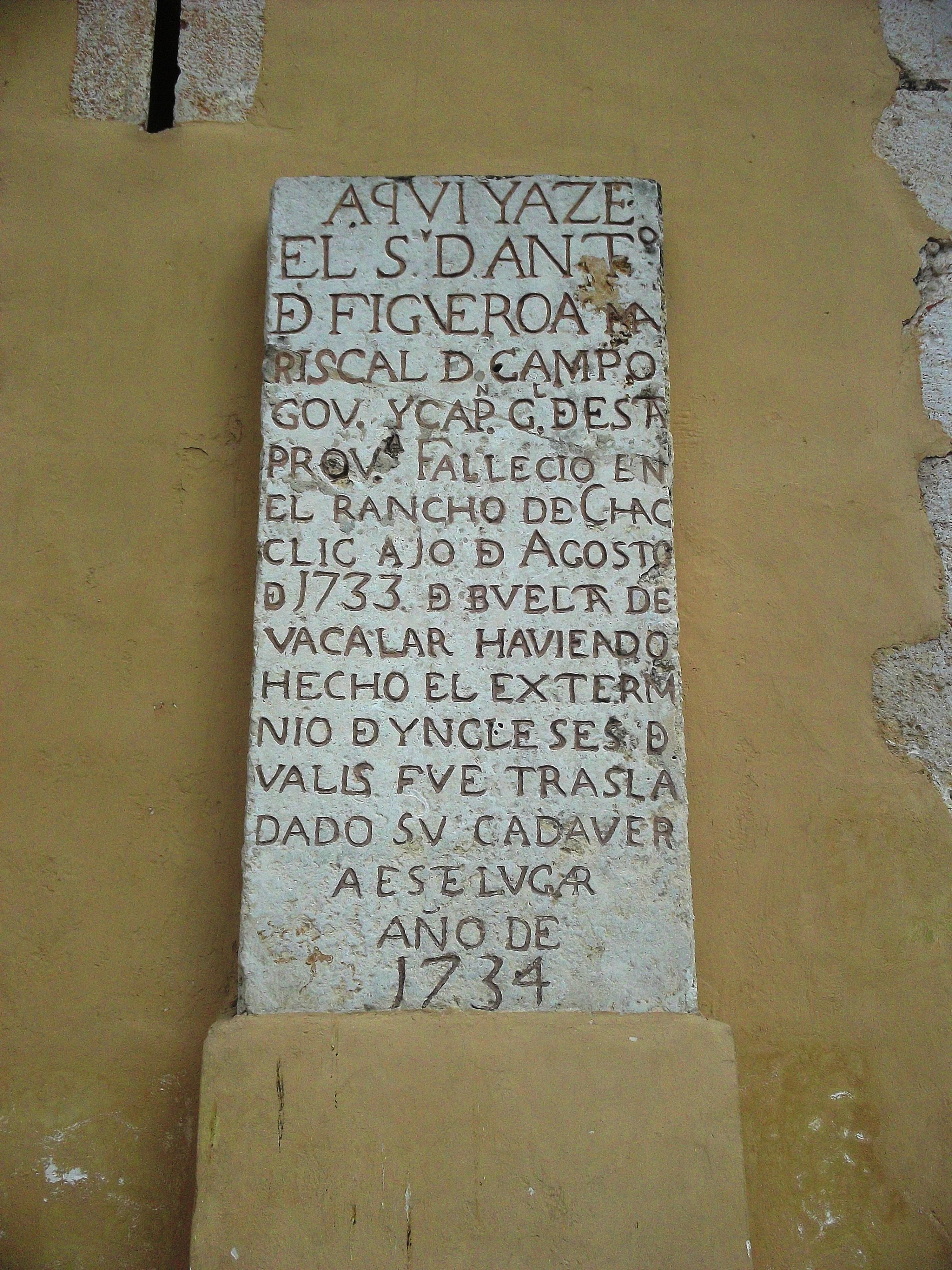
Lápida de Antonio de Figueroa y Silva.

Antonio de Figueroa y Silva (? - 10 de agosto de 1733) fue un político español nacido en Extremadura, gobernador de la Capitanía General de Yucatán, de 1725 a 1733. Recibió su nombramiento del rey Felipe V.

## Datos históricos de su gubernatura en Yucatán
Asumió la gubernatura de la Capitanía General de Yucatán el 24 de diciembre de 1725. La enciclopedia Yucatán en el Tiempo dice que el historiador Eligio Ancona lo consideró uno de los más notables gobernantes que tuvo Yucatán durante la colonia.
Llevó a cabo muchas obras materiales tanto en San Francisco de Campeche como en Mérida, la capital de la provincia. Entre ellas se cuenta la iglesia de Santa Ana en el barrio del mismo nombre.
Un acontecimiento grave que marcó la gubernatura de Figueroa y Silva fue una hambruna que se presentó en la península de Yucatán a los pocos meses de iniciarse su gestión. Hubo, como consecuencia de ella, numerosos muertos tanto en el campo como en las ciudades. Se calcula según datos de la época que se presentaron cerca de 17.000 fatalidades. Esto, a pesar de los esfuerzos del gobernador por proveer alimento a la población, haciendo traer maíz desde el exterior y a pesar también de que convenció a muchas familias adineradas a dar apoyo y sustento a los menos afortunados víctimas de las circunstancias.
Obtuvo del rey Felipe V de España en 1731, una cédula real mediante la que se pretendía resolver una enconada disputa sobre el trabajo obligatorio y sin remuneración de los indígenas mayas de la región. En esta se aprobó un reglamento que establecía paga equitativa para los indios, que ésta fuera realizada en propia mano y un horario de trabajo.
El obispo Juan Ignacio de Castorena y Ursúa y Goyeneche envió al rey un reporte encomioso del gobernante, lo cual le valió a éste que fuera ascendido militarmente a Mariscal de Campo.
Durante su administración, un grupo importante de piratas ingleses se apoderaron de la región conocida como Walix, hoy Belice, por lo cual el gobernador tomó la determinación de combatirlos. Para ello decidió, con apoyo de la corona española a la que mantuvo al tanto de su propósito, establecer una colonia con su guarnición permanente, capaz de tener a raya a los filibusteros. Fortificó también la villa de Bacalar que se encontraba virtualmente deshabitada desde hacía algún tiempo. Para todo ello, solicitó al rey que se enviaran colonos provenientes de las islas Canarias, lo cual fue aprobado y llevado a la práctica a partir de 1727. Los piratas al darse cuenta de las intenciones de los españoles, decidieron atacar, apoyados en una milicia conformada por indios mosquitos traídos de Nicaragua. Esta fuerza desembarcó en la Bahía de la Ascensión internándose hacia el noroeste de la península, amagando y saqueando muchos pueblos a su paso, como Chunhuhub y Tihosuco. El gobernador Figueroa fue a enfrentar a los enemigos poniéndose al frente de una compañía militar, derrotándolos y haciéndolos regresar al mar.
Los filibusteros no cejaron en su intención de dominar la región, que era clave para su operación, y se concentraron en la zona de Walix, a orillas del río del mismo nombre, convocándose la presencia de muchos piratas interesados y trayendo para ello fuerte contingente de refuerzos de Honduras y Nicaragua y creando fortificaciones. Figueroa perseveró en su intento de asediarlos y combatirlos, tanto por tierra como por mar, logrando triunfar de manera total sobre sus enemigos hacia principios del año de 1733. Después de esta victoria sobre los corsarios ingleses, el gobernador regresó, primero a Bacalar y después a Mérida. Ya de regreso en la capital de la provincia, enfermó gravemente, muriendo el 10 de agosto de 1733.